# Andreas Gram Hejde
Andreas Gram Hejde (20. april 1760 på gården Sælsbak ved Trondhjem  – 13. marts 1829 på Lavindsgårde på Fyn) var en dansk officer, far til diplomaten Jacob Bredow Hejde.
Han var søn af proprietær Bredo Hejde og Maren Sophia født Gram. Hejde blev 1785 sekondløjtnant à la suite ved Oplandske Dragonregiment i Norge, men forblev ved Vejvæsenet i Danmark. 1787 blev han premierløjtnant og konduktør ved Vejetaten og 1790 kaptajn og vejmester. I 1799 udførte han et kort over Kerteminde og i 1801 udførte han forskansningsarbeiderne ved Strib i anledning af Englandskrigene. 1804 blev han major af infanteriet. I 1807 fik han først overdraget forsvaret af kysten mellem Nyborg og Svendborg, senere mellem Assens og Bogense. I 1808 var han tillige pladskommandant i Middelfart. Han beholdt posten, så længe de fremmede tropper var i landet, og da de spanske tropper gjorde oprør for at gå over til englænderne, forhindrede Hejde, at de under hans kommando henlagte batterier ved Strib og Vasnæs blev taget af tropperne, der under revolten bemestrede sig Nyborg Fæstning og de øvrige søbatterier på Fyn. 1809 blev han oberstløjtnant i Vejkorpset og 1810 blev han udnævnt til oberst og chef for korpset. 
På grund af sin indsats under krigen blev Hejde 28. januar 1809 Ridder af Dannebrog. I indstillingen lød det: "Som Commandant for Middelfart og Omegn har han under de fremmede Troppers Nærværelse vist den utrættelige Virksomhed og erhvervet sig den almindelige Agtelse, hvormed hans Navn erindredes af alle de Tropper, som har været paa Stedet.
Ved de spanske Uroligheder blev ved hans Omhu, ikke blot alle Uordener forebyggede og Indvaanernes beskyttede fra Voldsomheder, men hans Klogskab var det fornemeste Middel til, at Batterierne ved Strib og Middelfart ikke bleve besatter af de Spanske."
Udskrift af ridderlisterne: "Er udnævnt til Ridder af Dannebrogen den 28 Juni 1809. Har aflagt skriftlig Eed den 12. Juli s.A. Dekorationen blev tilsendt ham med Feldtposten den 4. juli s.A."
I 1820 var Hejde ansvarlig for udgravningen af den ene af Jellinghøjene. Oldsagskommissionen argumenterede for en undersøgelse af gravkammeret, og ansvaret blev givet til Hejde, der ud fra en nøje instruks for arbejdet og med hjælp fra vejkorpset indledte oprensningen af kammeret i september dette år. I 1828 blev Hejde generalmajor og døde året efter på sin ejendom Lavindsgårde.